# Jean Baptiste Willermoz
Jean Baptiste Willermoz (Lião, 10 de julho de 1730 — Lião, 29 de maio de 1824) foi maçom e martinista francês que exerceu papel importante no estabelecimento de vários sistemas de altos graus maçônicos em seu tempo na França e Alemanha.

## Vida
Jean nasceu em Lião em 10 de julho de 1730, filho de Claude e Caterin Willermoz. Dada às necessidades de sua família, deixou os seus estudos aos 12 anos para ajudar seu pai nos negócios e aos 15 tornou-se aprendiz em loja especializada no comércio de sedas. Aos 24, começou a comercializar seda pro conta própria. Havia ingressado na maçonaria aos 20, aos 22 era venerável na Loja e aos 23 fundou sua própria loja, A Perfeita Amizade, que rapidamente se desenvolveu realizando estudos ocultistas e alquimia. Ficou como venerável por oito anos, dedicando parte de seus recursos a obras de caridade junto à comunidade. Durante sua vida, correspondeu-se com os principais ocultistas à época como Martinez de Pasqually, Joseph de Maistre e Savalette de Lange. Em 21 de novembro de 1756, sua loja se filiou à Grande Loja da França, fundou uma obediência composta de três lojas e se tornou o primeiro grão-mestre da grande loja dos mestres regulares de Lião.
Foi eleito presidente da grande loja dos mestres regulares de Lião em 4 de maio de 1760. Em 1761 e 1762, se elegeu grão-mestre da grande loja, mas não quis renovar seu mandato em 1763 para se dedicar ao ocultismo. No mesmo ano, tornar-se-ia guarda-selos e arquivista e junto com seu irmão Pierre-Jacques, fundou o Capítulo dos Cavaleiros da Água Negra. Em maio de 1767, ao visitar Paris, encontrou Bacon de la Chevalerie e foi iniciado por Martinez de Pasqually na Ordem dos Elus Cohens, em cerimônia em Versalhes. Pasqually lhe concedeu o direito de estabelecer uma grande loja do novo rito em Lião e lhe deu o título de inspetor gera do Oriente e fez com que entrasse como membro não residente do Tribunal Soberano de Paris, Em 13 de março de 1768, Bacon ordenou-o no Grau Rosa Cruz.